# Dendrobium peguanum
Dendrobium peguanum là một loài thực vật có hoa trong họ Lan. Loài này được Lindl. mô tả khoa học đầu tiên năm 1859.